# Rocío Luz
Rocío Luz (* 2002) ist eine italienische Schauspielerin.

## Leben
Luz erhielt ihre Schauspielausbildung an mehreren europäischen Instituten sowie an der Atlantic Acting School in New York und sammelte erste schauspielerische Erfahrungen im Theaterbereich. Die Schauspielerin ist international und mehrsprachig tätig. Ihre erste Fernsehrolle spielte sie 2023 in der zweiten Staffel der deutschen Serie Unsere wunderbaren Jahre. Im selben Jahr wurde sie für das Young-Blood-Programm des Marateale-Filmfestivals ausgewählt. Für ihre Hauptrolle als Polizistin Mona Nowak in Nachtschicht – Der Unfall erhielt sie positive Kritiken für die nuancierte Darstellung ihrer Figur.

## Filmografie
- 2023: Unsere wunderbaren Jahre 2 (Fernsehserie, 2. Staffel, 6 Folgen)
- 2024: Those About to Die (Amazon-Prime-Serie)
- 2025: Nachtschicht: Der Unfall (Fernsehreihe, 19. Folge)
- 2026: Motor Valley (Fernsehserie)
- 2026: Rosamunde Pilcher - Our Holiday (Filmreihe)[9]